# Писци за децу и младе (књига)
Писци за децу и младе је књига проф. др Тихомира Петровића, историчара књижевности, и проф. др Миомира Милинковића, објављена 2007. године у издању Епохе из Пожеге.

## О ауторима
Аутор текстова о српским писцима је проф. др Тихомир Петровић, а о страним писцима проф. др Миомир Милинковић.
- Тихомир Петровић (Бошњаце код Лесковаца, 12. новембар 1949). Основну школу похађао je  у родном месту, гимназију у Лесковцу, Вишу педагошку школу у Нишу, Филолошки факултет Универзитета у Београду. Магистрирао је на Филолошком факултету, на смеру Наука о књижевности, Докторску тезу под називом Књижевна критика о српској књижевности за децу одбранио  je 1990. године. До сада је објављивао стручне и научне књиге и приказе из области историје књижевности, дечје књижевности, теорије књижевности.[3]
- Миомир Милинковић (Буковик, општина Прибој, 1948). Основну школу завршио је у Поблаћу, а учитељску у Ужицу.  Године 1974. на Вишој педагошкој школи у Ужицу, завршио је студије на Групи за српски језик и књижевност, а 1978. на Филолошком факултету у Београду, Српски језик и југословенску књижевност. Звање магистра филолошких наука стекао је 1989, на Филолошком факултету у Београду, а докторат књижевних наука је одбранио 1995, такође у Београду. Један је од иницијатора и организатора стручно-научних скупова из језика и књижевности на учитељским факултетима Србије. До сада је објавио 40 стручних и научних књига, и више од 200 књижевнокритичких, стручних и научних радова, осврта и приказа, чланака и уметничких текстова. Члан је Удружења књижевника Србије и председник Књижевног друштва ”Сунчани Брег”, Београд. Добитник је многих књижевних награда.[4]

## О књизи
Књига Писци за децу и младе садржи текстове о великим домаћим и страним писцима за децу. Аутори су предтавили писце који су се бавили дечјом књижевношћу и оставили велики траг, који су својом аутентичношћу песничког израза, разноликошћу и слојевитошћу, даровитошћу и маштом, дигли тон и унели нов дух у књижевност као целину.
Аутори истичу како је писац за децу стваралац магистралних дела која припадају дечјој, али и недечјој књижевности. Он је градитељ поетских представа и чаробњак маште и речи. Водећи рачуна о интересовањима и потребама деце, он замишљен свет преживљава и пројицира са дечје тачке гледишта. Истичу да су особености савременог дечјег писца оригиналност, интуиција, реорганизација искуства, креативна перцепција, радозбналост, стваралачка имагинација, обиље идеја, и друге.
Књига Писци за децу и младе обухвата писце чија су дела од несумљивог значаја за развој књижевности за децу. Распоред текстова о писцима је дат хронолошки. Како аутори у Уводу истичу, избор је могао бити и другачији, ужи или шири, али ни у ком случају идеалан. Дат је солидан регистар стваралаца, писаца за децу, који су својим делом ушли у историју светске литературе и постали класици млађих читалаца са свих простора.